# Andreas Kappes
Andreas Kappes, född den 23 december 1965 i Bremen, död den 31 juli 2018 i Köln, var en tysk tävlingscyklist som var professionell från 1987 till 2008. På landsväg vann han Tour de l'Oise totalt och Omloop Het Volk 1991, samt tre etapper i Tour de Suisse, två i Paris–Nice och en i Giro d'Italia. På bana blev han europamästare i madison (i par med Andreas Beikirch) 2003, juniorvärldsmästare i poänglopp 1983 och silvermedaljör i samma gren för seniorer vid världsmästerskapen 1998. Därtill vann han 24 sexdagarslopp, varav 13 med Etienne De Wilde som partner. Kappes representerade Västtyskland vid OS 1984 där han startade i linjeloppet, vilket han dock bröt.
Efter karriären blev Kappes 2008 loppsdirektör för Tour de Neuss. Han avled vid 52 års ålder, dagen före den femtonde upplagan av loppet, av en anafylaktisk chock efter ett insektsstick.

## Meriter – Landsväg
| 1986 4:a totalt i GP Tell Vinnare av etapp 1 1987 Vinnare av etapperna 4 och 6b i Coors Classic Vinnare av etapp 5 i Vuelta a Andalucía 8:a totalt i Tour de Suisse 1988 Vinnare av etapp 7 i Giro d'Italia Vinnare av etapp 6a i Paris–Nice Vinnare av etapp 1b GP du Midi-Libre Vinnare av Boucles Parisiennes 2:a i Grand Prix de Cannes 5:a i La Flèche Wallonne 9:a totalt i Driedaagse van De Panne-Koksijde 1989 Vinnare totalt av Tour de Picardie Vinnare av etapperna 1 och 3b Vinnare av Paris–Camembert Vinnare av etapp 1 i Volta a la Comunitat Valenciana 6:a i Züri Metzgete 7:a totalt i Dunkerques fyradagars 8:a totalt i Tour de Suisse Vinnare av etapperna 7 och 8 10:a totalt i Critérium International 1990 2:a i Rund um Köln 5:a i Paris–Tours 5:a i GP de Fourmies 7:a i Amstel Gold Race 8:a i linjelopp vid Världsmästerskapen | 1991 Vinnare av Omloop Het Volk Vinnare av Trofeo Luis Puig Vinnare av etapp 2 i Paris–Nice Vinnare av etapp 2 i Baskien runt Vinnare av etapp 4 i Volta a la Comunitat Valenciana 2:a i GP Ouest–France 4:a totalt i Vuelta a Andalucía 9:a i Clásica de San Sebastián 10:a i Milano–Sanremo 10:a totalt i Tour du Limousin 1993 9:a i Wincanton Classic 10:a i Tour de Berne 1994 Vinnare av etapp 2 i Tour de Suisse Vinnare av etapp 5 Dunkerques fyradagars Vinnare av Tour de Berne 2:a i Rund um den Henninger Turm 2:a i Veenendaal–Veenendaal 3:a i Omloop Het Volk 1995 9:a totalt i Hofbräu Cup Vinnare av etapp 2 1996 Vinnare av etapp 2 i Hessen Rundfahrt Vinnare av etapp 1 i GP Tell 1997 3:a totalt i Hofbräu Cup 1998 10:a i linjelopp vid Tyska mästerskapen 1999 2:a totalt i Deutschland Tour Vinnare av etapp 5 |

## Meriter – Bana
| Andreas Kappes podieplaceringar vid Världsmästerskapen i bancykling: 1983 Världsmästare i poänglopp för juniorer 1996 3:a i madison med Carsten Wolf 1998 2:a i poänglopp 3:a i madison med Stefan Steinweg 1999 3:a i madison med Olaf Pollack | Andreas Kappes podieplaceringar vid Europamästerskapen i bancykling: 1996 3:a i madison med Carsten Wolf 2003 Europamästare i madison med Andreas Beikirch |

### Sexdagarslopp
I tabellen nedan listas Andreas Kappes segrar och partners (med initialer):
| \ Säsong |

| Plats \ |

| \ Säsong |

| Partner \ |

Not: Asterisk efter ortnamnet markerar att tävlingen hölls före nyår (Kölns sexdagars gick över nyårshelgen). Stuttgarts sexdagars kördes med tremannalag under 2003/2004.